# Roóz Rezső
Roóz Rezső, névváltozata: Rooz (Budapest, 1879. október 25. – Budapest, 1963. február 14.) újságíró, szerkesztő.

## Élete
Rooz Jónás (1845–1919) női szabó és Gertler Anna (1858–1941) elsőszülött gyermeke. Középiskolai tanulmányait a VII. kerületi állami gimnáziumban végezte. A Budapesti Tudományegyetem joghallgatója volt, de tanulmányait nem fejezte be. 1901-ben a Magyar Szónál kezdte újságírói pályáját. 1906-ban átlépett a Magyar Hírlaphoz, amelynek előbb munkatársa, majd 1914-től felelős szerkesztője volt a lap 1939-es megszűnéséig. 1909-ben a Magyar Üveg- és Agyagújság szerkesztőségének is tagja lett, 1932-ben az Újságírók Szanatórium Egyesülete elnökévé választották. A második világháború alatt  a Magyar Zsidók Lapjának felelős szerkesztőjeként dolgozott, bujkálni is kényszerült, de megőrizte egykori barátjának, Móra Ferencnek a Hannibál föltámasztása című kisregényének kéziratát, amely ezáltal nyomtatásban is megjelenhetett. 1945 után az Új Élet című zsidó felekezeti lap felelős szerkesztője és a Budapesti Izraelita Hitközség elöljárója volt. A Mazsihisz Szeretetkórházában hunyt el. A Kozma utcai izraelita temetőben nyugszik (1C-6-33).

## Családja
Felesége Illés Margit (1888–1961) volt, Illés József újságíró, lapszerkesztő és Rosenberg Róza lánya, akit 1909. október 14-én Budapesten, az Erzsébetvárosban vett nőül.
Egy fiuk született, Roóz István (1911–1962) ügyvéd. Felesége Nagy Veronika Éva.
Unokája Roóz Péter és Roóz Ferenc